# ISO/IEC 15504
ISO / IEC 15504, também conhecida como Spice, é um modelo que possui como foco a melhoria dos processos de desenvolvimento de software e a determinação da capacidade de processos de uma organização. Além dos processos, a SPICE define também os seis níveis de capacitação de cada processo (Executado, gerenciado, estabelecido, previsível e otimizado).

## História
O início da norma 15504 remonta ao ano de 1991, quando o JTCI iniciou um estudo sobre a necessidade de uma norma para avaliação de processo de software. Em 1993, teve início o projeto SPICE(Software Process Improvement and Capability Determination), com três objetivos básicos: auxiliar o inicio do projeto de norma, executar testes de campo, para obter dados de experiências praticas e despertar o mercado para o surgimento da futura norma.
A envergadura do projeto SPICE acabou associando definitivamente o acrônimo à norma ISO/IEC 15504. Esse projeto foi oficialmente encerrado em março de 2003, sendo substituído pelo SPICE Network.

Atualmente a norma ISO 15504 representa um padrão internacional que estabelece um Framework para construção de processos de avaliação e melhoria do processo de software.

## O Projeto
A norma ISO/IEC 15504 propõe uma estrutura para realização de avaliações de processos em organizações. A mesma pode ser aplicada em empresas que buscam uma melhoria e performance interna ou terceiros que utilizam a prestação de serviços e fornecimento de produtos.
Se o objetivo for a melhoria de processos, a organização pode realizar a avaliação gerando um perfil dos processos que será usado para a elaboração de um plano de melhorias. A análise dos resultados identifica os pontos fortes, os pontos fracos e os riscos inerentes aos processos. No segundo caso, a empresa tem o objetivo de avaliar um fornecedor em potencial, obtendo o seu perfil de capacidade.
O perfil de capacidade permite ao contratante estimar o risco associado à contratação daquele fornecedor em potencial para auxiliar na tomada de decisão de contratá-lo ou não.
A norma visa ainda orientar a organização para uma melhoria contínua do processo. Ela cobre todos os aspectos da Qualidade do Processo de Software e está sendo elaborada num esforço conjunto de cinco centros técnicos espalhados pelo mundo: EUA, Canadá/América Latina, Europa, Pacífico Norte e Pacífico Sul.

## Modelo de referência SPICE
O SPICE presta-se à realização de avaliações de processos de software com dois objetivos: a melhoria de processos e a determinação da capacidade de processos de uma organização. Se o objetivo for a melhoria de processos, a organização pode realizar a avaliação gerando um perfil dos processos que será usado para a elaboração de um plano de melhorias. A análise dos resultados identifica os pontos fortes, os pontos fracos e os riscos inerentes aos processos.
O SPICE inclui um modelo de referência, que serve de base para o processo de avaliação. Este modelo é um conjunto padronizado de processos fundamentais, que orientam para uma boa engenharia de software. Este modelo é dividido em cinco grandes categorias de processo: Cliente-Fornecedor, Engenharia, Suporte, Gerência e Organização. Cada uma destas categorias é detalhada em processos mais específicos. Tudo isso é descrito em detalhes pela norma ISO/IEC 15504.

### Processos
A dimensão do processo define os processos divididos em cinco categorias:
·        Fornecedor do cliente
·        Engenharia
·        Suporte
·        Gestão
·        Organização

Com as novas partes sendo publicadas, as categorias de processo serão expandidas, principalmente para categorias de processo de serviços de TI e categorias de processos corporativos.

#### Níveis de capacidade e atributos do processo
Para cada processo, o ISO / IEC 15504 define um nível de capacidade na seguinte escala: 

#### Escala de classificação dos atributos do processo
Cada atributo do processo é avaliado em uma escala de classificação de quatro pontos (NPLF):
·        Não atingido (0 - 15%)
·        Parcialmente atingido (> 15% - 50%)
·        Em grande parte alcançado (> 50% - 85%)
·        Totalmente alcançado (> 85% - 100%).

A classificação é baseada em evidências coletadas contra os indicadores da prática, que demonstram o cumprimento do atributo do processo.

### Processo de Avaliação
Realizar avaliações é o assunto das partes 2 e 3 da ISO / IEC 15504. A parte 2 é a parte normativa e a parte 3 fornece uma orientação para atender aos requisitos da parte 2.
Um dos requisitos é usar um método de avaliação em conformidade para o processo de avaliação. O método real não é especificado no padrão, embora o padrão insira requisitos no método, desenvolvedores de métodos e avaliadores usando o método. A norma fornece orientação geral aos avaliadores e isso deve ser complementado por treinamento formal e orientação detalhada durante as avaliações iniciais.
O processo de avaliação pode ser generalizado conforme as etapas a seguir:
·        iniciar uma avaliação (patrocinador da avaliação)
·        selecionar assessor e equipe de avaliação
·        planejar a avaliação, incluindo os processos e a unidade organizacional a ser avaliada (assessor principal e equipe de avaliação)
·        briefing de pré-avaliação
·        coleção de dados
·        data de validade
·        avaliação de processo
·        reportando o resultado da avaliação

Um avaliador pode coletar dados sobre um processo por vários meios, incluindo entrevistas com pessoas que executam o processo, coleta de documentos e registros de qualidade e coleta de dados estatísticos do processo. O avaliador valida esses dados para garantir que seja preciso e cobre completamente o escopo da avaliação. O avaliador avalia esses dados (usando sua opinião especializada) com base nas práticas de base de um processo e as práticas genéricas da dimensão de capacidade na etapa de classificação do processo. A classificação do processo requer algum exercício de julgamento especializado por parte do avaliador e esta é a razão pela qual há requisitos sobre as qualificações e competência do avaliador. A classificação do processo é então apresentada como uma descoberta preliminar para o patrocinador (e preferencialmente também para as pessoas avaliadas) para garantir que eles concordem que a avaliação é precisa.

### Modelo de Avaliação
O modelo de avaliação de processos (PAM) é o modelo detalhado usado para uma avaliação real. Esta é uma elaboração do modelo de referência de processo (PRM) fornecido pelos padrões de ciclo de vida do processo.
O modelo de avaliação de processo (PAM) na parte 5 é baseado no modelo de referência de processo (PRM) do software: ISO / IEC 12207.
O modelo de avaliação de processo na parte 6 é baseado no modelo de referência de processo para sistemas: ISO / IEC 15288.
A norma permite que outros modelos sejam usados, caso atendam aos critérios da ISO / IEC 15504, que incluem uma comunidade de interesse definida e atendem aos requisitos de conteúdo (ou seja, propósito do processo, resultados do processo e indicadores de avaliação).

### Ferramentas usadas na avaliação
Existem várias ferramentas de avaliação. O mais simples compreende ferramentas baseadas em papel. Em geral, eles são definidos para incorporar os indicadores do modelo de avaliação, incluindo os indicadores de práticas básicas e os indicadores de práticas genéricas. Os avaliadores anotam os resultados da avaliação e as notas que apoiam o julgamento da avaliação.
Há um número limitado de ferramentas baseadas em computador que apresentam os indicadores e permitem que os usuários insiram o julgamento de avaliação e anotações em telas formatadas, além de automatizar o resultado da avaliação intercalada (ou seja, as classificações de atributo do processo) e criar relatórios.

### Qualificações e competência do avaliador
Para uma avaliação bem-sucedida, o avaliador deve ter um nível adequado de habilidades e experiências relevantes.
Essas habilidades incluem:
·        qualidades pessoais, como habilidades de comunicação .
·        educação, formação e experiência relevantes.
·        competências específicas para determinadas categorias, por exemplo, competências de gestão para a categoria de gestão.
·        Treinamento e experiência relacionados à ISO / IEC 15504 nas avaliações de capacidade do processo.
A competência dos avaliadores é o tema da parte 3 da ISO / IEC 15504.
Em resumo, o treinamento e a experiência específicos da ISO / IEC 15504 para avaliadores incluem:
·        conclusão de um curso de formação de avaliador líder de 5 dias
·        realizar pelo menos uma avaliação com sucesso sob a supervisão de um assessor líder competente
·        realizar pelo menos uma avaliação com sucesso como avaliador líder sob a supervisão de um avaliador líder competente. O avaliador líder competente define quando a avaliação é realizada com sucesso. Existem esquemas para certificar avaliadores e orientar os avaliadores líderes ao fazer esse julgamento.

## Usos
A ISO/IEC 15504 pode ser utilizada em dois contextos:
·        Melhoria de Processos
·        Capacidade de Determinação

### Melhoria de Processos
ISO/IEC 15504 pode ser usado para realizar melhorias de processos dentro de uma organização de tecnologia. A melhoria de processos é sempre difícil e as iniciativas costumam falhar, por isso é importante entender o nível de linha de base inicial (nível de capacidade do processo) e avaliar a situação após um projeto de melhoria. Ela fornece, também, um padrão para avaliar a capacidade da organização de entregar em cada um desses estágios.
Em particular, o framework de referência da ISO / IEC 15504 fornece uma estrutura para a definição de objetivos, o que facilita o alcance destes pelos programas específicos.
Ela especifica requisitos para programas de melhoria e fornece orientação sobre planejamento e execução de melhorias, incluindo uma descrição de um programa de aprimoramento de oito etapas. Após este programa de melhoria não é obrigatório e existem vários programas de melhoria alternativos.

### Determinação de capacidade
Uma organização que considera o desenvolvimento de software por terceirização, precisa ter um bom conhecimento de capacidade e do potencial de seus fornecedores.
A ISO / IEC 15504 também pode ser usada para informar decisões de seleção de fornecedores. A estrutura da ISO / IEC 15504 fornece uma estrutura para avaliar os fornecedores propostos, conforme avaliado pela própria organização ou por um avaliador independente.
A organização pode determinar um recurso de destino para fornecedores, com base nas necessidades da organização, e depois avaliar os fornecedores em relação a um conjunto de perfis de processos de destino que especificam esse recurso de destino. Os perfis de processo de destino são particularmente importantes em contextos em que a organização (por exemplo, um departamento do governo) é obrigada a aceitar o fornecedor qualificado mais barato. Isso também permite que os fornecedores identifiquem as lacunas entre a capacidade atual e o nível exigido por um cliente em potencial e que façam melhorias para atingir os requisitos do contrato (ou seja, qualificar-se).

## Aceitação da ISO / IEC 15504
A ISO / IEC 15504 foi bem sucedida como:
·        A ISO / IEC 15504 está disponível através dos organismos nacionais de normalização.
·        Tem o apoio da comunidade internacional.
·        Mais de 4.000 avaliações foram realizadas até o momento.
·        Os principais setores estão liderando o ritmo, como os sistemas automotivo, espacial e médico, com variantes relevantes do setor.
·        Modelos específicos de domínio, como o Automotive SPICE e o SPICE 4 SPACE, podem ser derivados dele.
·        Tem havido muitas iniciativas internacionais para apoiar a aceitação, como o SPiCE, para pequenas e muito pequenas entidades .

Por outro lado, a ISO / IEC 15504 ainda não obteve o mesmo sucesso que o CMMI . Isto foi por várias razões:
·        A ISO / IEC 15504 não está disponível como download gratuito, mas deve ser adquirida na ISO (por outro lado, o SPICE Automotivo pode ser baixado gratuitamente no link fornecido          abaixo). CMM e CMMI estão disponíveis como downloads gratuitos no site da SEI.
·        O CMMI é patrocinado ativamente (pelo Departamento de Defesa dos EUA ).
·        O CMM foi criado primeiro e alcançou uma participação crítica de 'mercado' antes da disponibilização da ISO 15504.
·        O CMM foi posteriormente substituído pelo CMMI, que incorpora muitas das ideias da ISO / IEC 15504, mas também retém os benefícios da CMM.
Como o CMM, o ISO / IEC 15504 foi criado em um contexto de desenvolvimento, dificultando a aplicação em um contexto de gerenciamento de serviços. Mas o trabalho começou a desenvolver um modelo de referência de processo baseado na ISO / IEC 20000 (ISO / IEC 20000-4) que pode servir como base para um modelo de avaliação de processo.
Isso está planejado para se tornar parte 8 do padrão (ISO / IEC 15504-8). Além disso, existem métodos disponíveis que adaptam seu uso a vários contextos.

## Referência
1. ↑  «E5I19 – PROCESSO DE DESENVOLVIMENTO DE SOFTWARE DE ACORDO COM A NORMA ISO/IEC 15504 | Pós em Revista». Consultado em 11 de junho de 2019
2. ↑  REZENDE, DENIS (2012). Engenharia de software e sistemas de informação. [S.l.]: BRASPORT
3. 1 2  KOSCIANSKI, ANDRÉ (2007). Qualidade de Software – 2 edição. [S.l.]: NOVATEC EDITORA
4. 1 2  VASCONCELOS, ROUILLER, MACHADO, MEDEIROS, Marcos,Ana, Cristina, Tereza. Introdução à engenharia de software e à qualidade de software. [S.l.: s.n.]
5. 1 2 3 4  Salviano (2001). Qualidade de Software: Teoria e Prática. São Paulo: [s.n.]
6. 1 2 3 4 5 6  IAHN, Anísio (1999). .Avaliação de processos de software utilizando a norma ISO/IEC 15504. [S.l.: s.n.]
7. ↑  A. Oliveira, Luiz Carlos (14 de maio de 2019). «Modelo de Referência para Melhoria de Processo de Software: uma abordagem brasileira» (PDF). Joao. Consultado em 14 de maio de 2019
8. ↑  ISO / IEC 15504-2 Cláusula 5. [S.l.: s.n.]
9. 1 2 3 4 5  ISO / IEC TR 15504-6. [S.l.: s.n.]
10. ↑  ISO / IEC PDTR 15504-8. [S.l.: s.n.]
11. 1 2 3  ISO / IEC TS 15504-9. [S.l.: s.n.]
12. ↑  ISO / IEC TS 15504-10. [S.l.: s.n.]
13. 1 2  ISO 15504-2 Clause 6.2. [S.l.: s.n.]
14. ↑  ISO/IEC 15504-2 Clause 6.3 and ISO/IEC 15504-5. [S.l.: s.n.]
15. 1 2 3 4 5 6 7 8 9  «ISO/IEC 15504». Wikipedia (em inglês). 1 de abril de 2019

## Leitura Adicional
- ISO/IEC 15504-1:2004 Information technology — Process assessment — Part 1: Concepts and vocabulary
- ISO/IEC 15504-2:2003 Information technology — Process assessment — Part 2: Performing an assessment
- ISO/IEC 15504-2:2003/Cor 1:2004
- ISO/IEC 15504-3:2004 Information technology — Process assessment — Part 3: Guidance on performing an assessment
- ISO/IEC 15504-4:2004 Information technology — Process assessment — Part 4: Guidance on use for process improvement and process capability determination
- ISO/IEC 15504-5:2012 Information technology — Process Assessment — Part 5: An exemplar Process Assessment Model
- ISO/IEC TR 15504-6:2013 Information technology — Process assessment — Part 6: An exemplar system life cycle process assessment model
- ISO/IEC TR 15504-7:2008 Information technology — Process assessment — Part 7: Assessment of organizational maturity
- ISO/IEC PDTR 15504-8 Information technology — Process assessment — Part 8: An exemplar process assessment model for IT service management
- ISO/IEC TS 15504-9:2011 Information technology — Process assessment — Part 9: Target process profiles
- ISO/IEC TS 15504-10:2011 Information technology — Process assessment — Part 10: Safety extension
- van Loon, H. (2007a) Process Assessment and ISO 15504 Springer ISBN 978-0-387-30048-1
- van Loon, H. (2007b) Process Assessment and Improvement Springer ISBN 978-0-387-30044-3